# Hyundai i20
Hyundai i20 je malý automobil vyráběný jihokorejskou automobilkou Hyundai od roku 2008. Řada i20 se poprvé představila na pařížském autosalonu v říjnu 2008 a zařadila se mezi řady i10 a i30. Řada i20 nahradila model Getz na téměř všech světových trzích, přičemž na některých trzích jej nahradil o něco větší Accent v provedení karoserie hatchback.

V současné době jsou největšími trhy pro řadu i20 Evropa a Indie, přičemž pro každý z těchto trhů byly vyvinuty dvě různé varianty i20.

## První generace (PB, 2008)
Hyundai i20 představil zcela novou platformu Hyundai-Kia PB, která byla vytvořena v evropském technickém centru Hyundai v Rüsselsheimu, aby mohl vůz úspěšně vstoupit do vysoce konkurenčního evropského segmentu malých vozů. Na svou třídu poměrně velký rozvor (2,525 mm) zajišťoval první generaci i20 prostornou kabinu pro cestující.

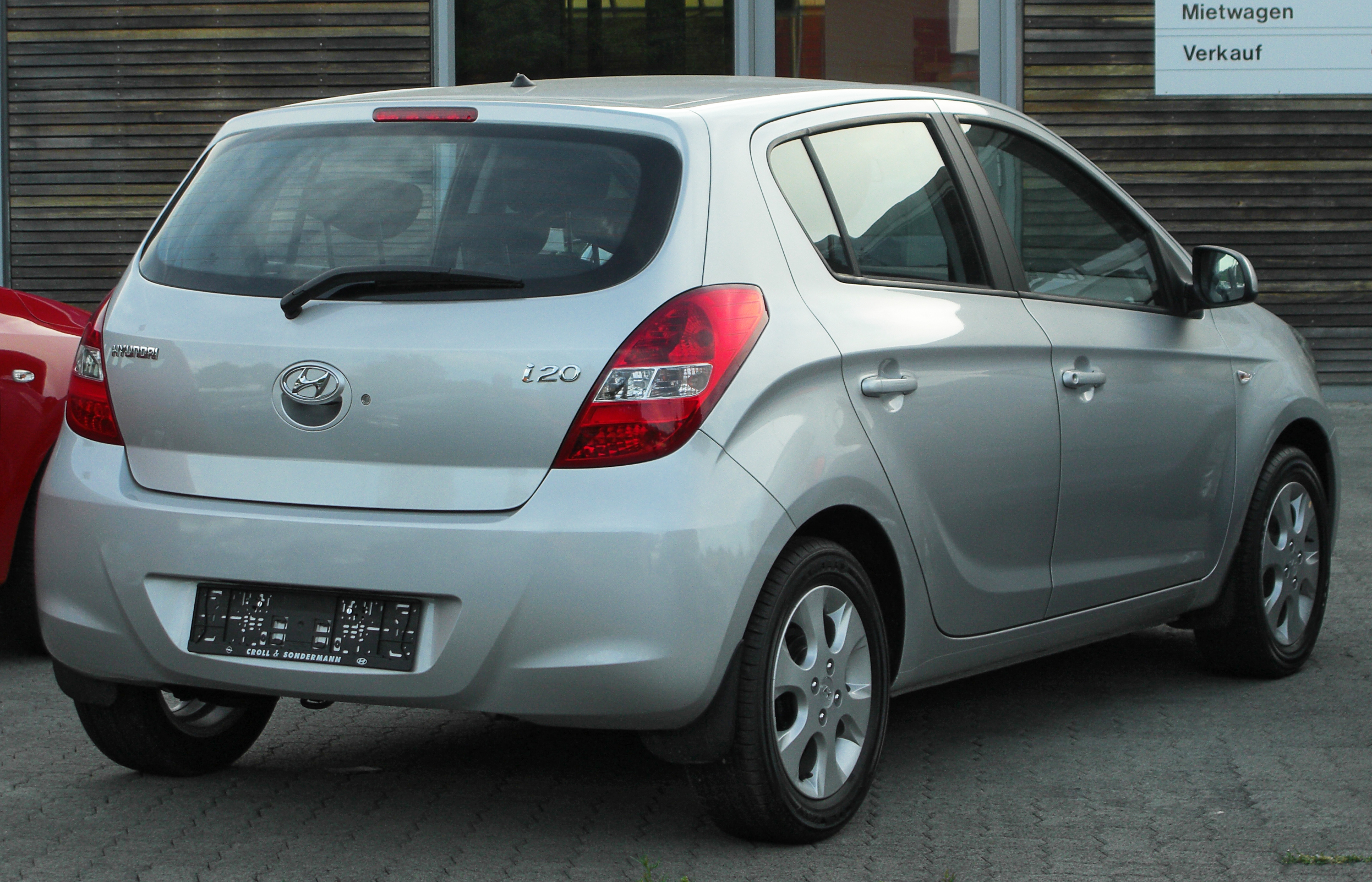
Hyundai i20 (před faceliftem)

Model i20 se neprodával v domovské Jižní Koreji, v Severní Americe a na Filipínách, kde se místo něj prodával model Accent v karoserii hatchback. Na indonéském trhu, kde se vůz i přímo vyráběl, se i20 přestala prodávat v roce 2012, taktéž kvůli uvedení hatchbacku Accent.
Model i20 se vyráběl v indickém Čennaí pro trhy v Asii a Oceánii, zatímco pro evropský trh se montoval v tureckém závodě ve městě İzmit, ovšem z dílů dovážených z Indie.
V roce 2009 prošla i20 bezpečnostním testem Euro NCAP, ve kterém získala pět hvězd z pěti.

V březnu 2012 prošla i20 faceliftem, navrženým v novém designovém jazyce Hyundai „Fluidic Sculpture“, který přinesl nová přední a zadní světla, drobné změny v interiéru a také byl zvýšen výkon motoru 1.2i z 57kW (78 koní) na 63kW (86 koní). První se faceliftovaná verze dostala na indický trh, na evropský dorazila až v červnu téhož roku.

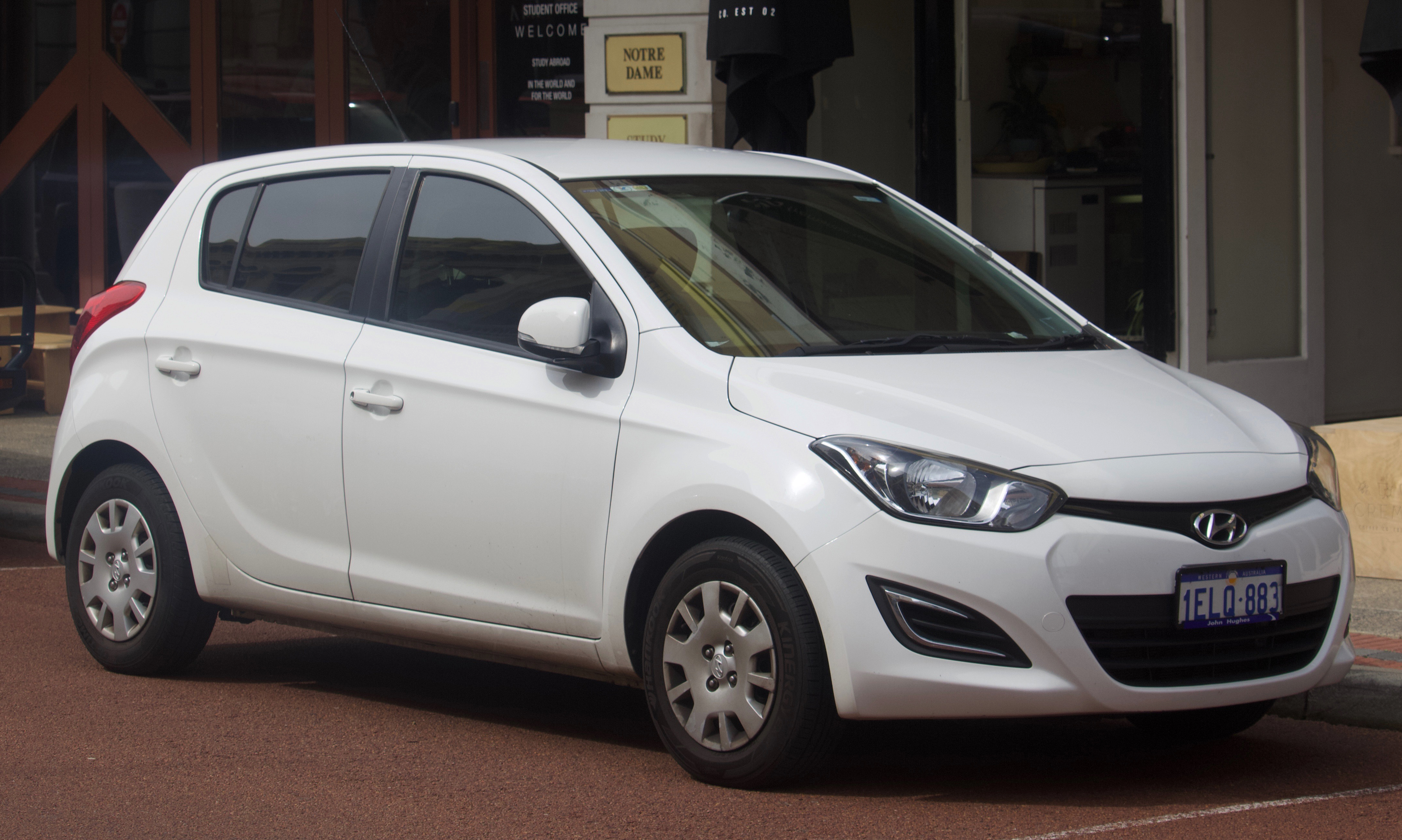
Hyundai i20 (facelift)
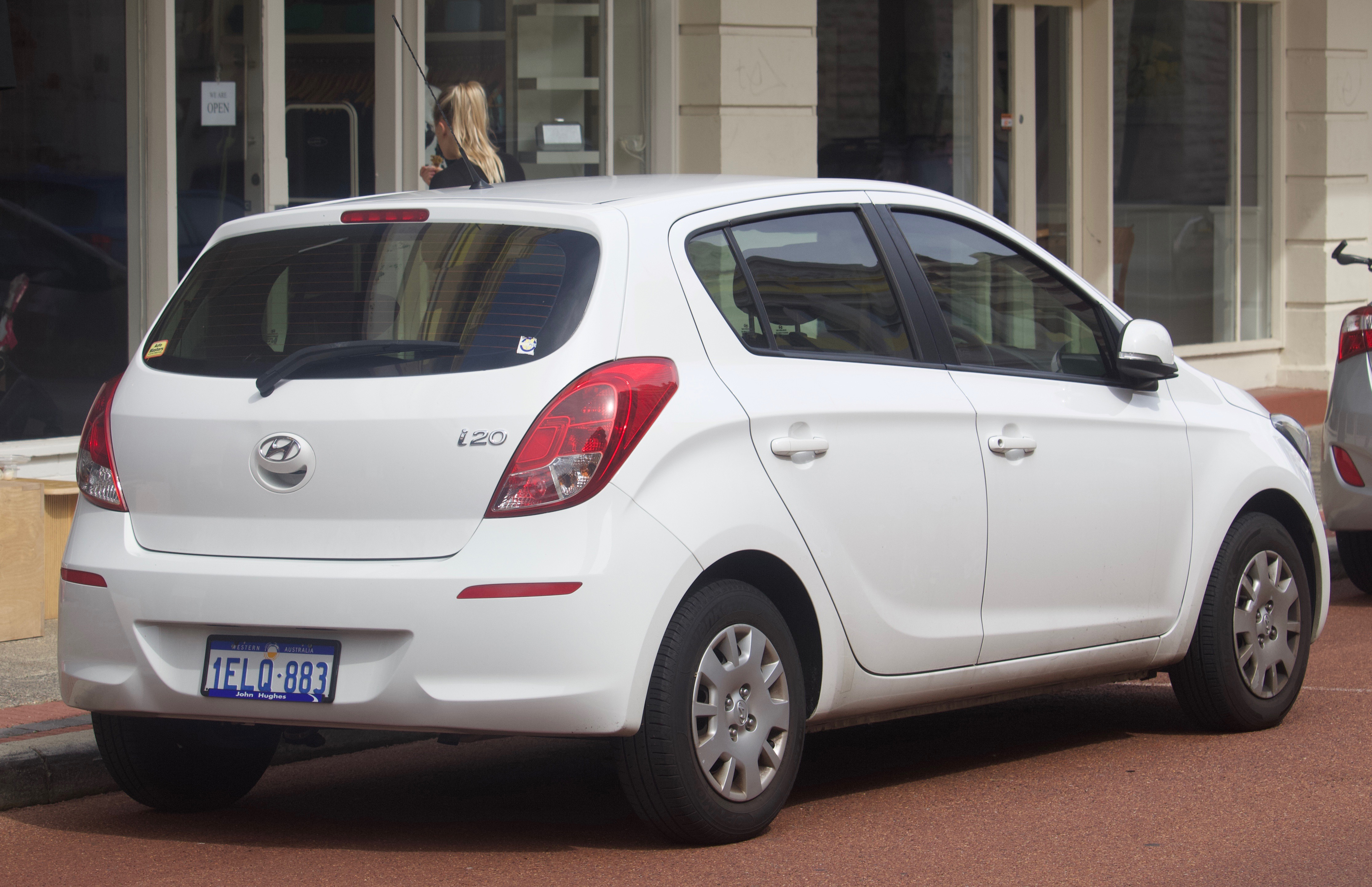
Hyundai i20 (facelift)

### Motory
| Objem    | Výkon                        | Toč. moment                    | Zrychlení     | Max. rychlost       | Komb. spotřeba            | Hmotnost          | Roky výroby      |
| -------- | ---------------------------- | ------------------------------ | ------------- | ------------------- | ------------------------- | ----------------- | ---------------- |
| 1248 ccm | 57kW (78k) při 6000 ot./min  | 119 Nm při 4000 ot./min        | 12,9s         | 165 km/h            | 5,2l/100 km               | 1045 kg           | 9/2008 - 6/2012  |
| 1248 ccm | 63kW (86k) při 6000 ot./min  | 121 Nm při 4000 ot./min        | 12,7s         | 168 km/h            | 4,9l/100 km               | 1045 kg           | 6/2012 - 11/2014 |
| 1396 ccm | 74kW (101k) při 5500 ot./min | 137 Nm při 4200 ot./min        | 11,6s (12,9s) | 180 km/h (172 km/h) | 5,8l/100 km (6,4l/100 km) | 1100 kg (1128 kg) | 3/2009 - 11/2014 |
| 1591 ccm | 93kW (126k) při 6300 ot./min | 157 Nm při 4200 ot./min        | 9,5s (11,4s)  | 190 km/h (180 km/h) | 6,1l/100 km (6,5l/100 km) | 1127 kg (1145 kg) | 3/2009 - 8/2010  |
| 1396 ccm | 55kW (75k) při 4000 ot./min  | 220 Nm při 1750 - 2350 ot./min | 16,2s         | 161 km/h            | 4,4l/100 km               | 1099 kg           | 3/2009 - 6/2012  |
| 1396 ccm | 66kW (90k) při 4000 ot./min  | 220 Nm při 1750 - 2750 ot./min | 13,5s         | 171 km/h            | 4,2l/100 km               | 1196 kg           | 5/2010 - 6/2012  |
| 1582 ccm | 85kW (116k) při 4000 ot./min | 260 Nm při 1900 - 2750 ot./min | 10,7s         | 190 km/h            | 4,4l/100 km               | 1221 kg           | 3/2009 - 5/2010  |
| 1582 ccm | 94kW (128k) při 4000 ot./min | 260 Nm při 1900 - 2750 ot./min | 10,4s         | 190 km/h            | 4,4l/100 km               | 1223 kg           | 3/2009 - 5/2010  |

## Druhá generace (GB, 2014)

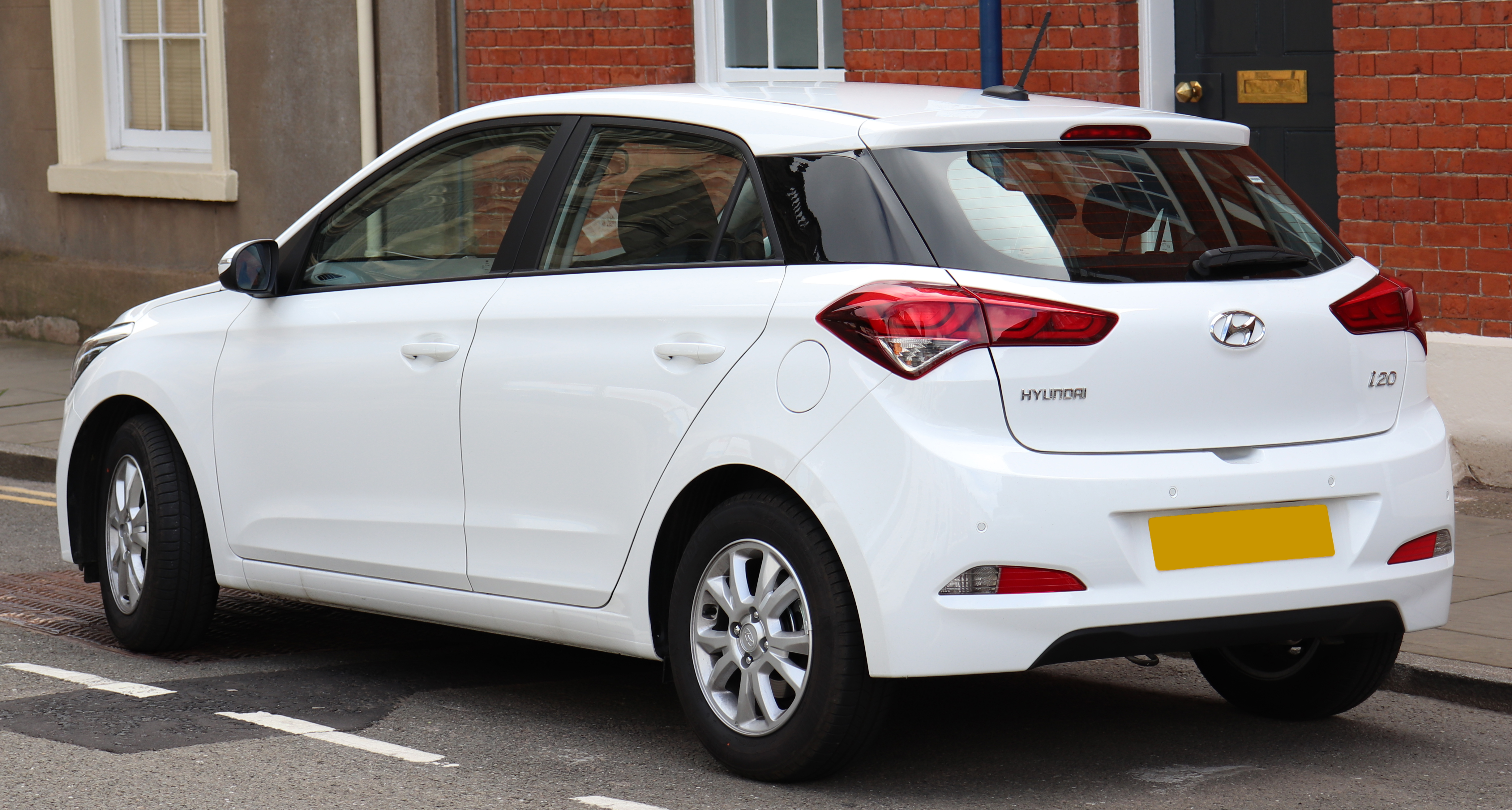
Hyundai i20 (před faceliftem)

V srpnu 2014 v Indii, a v listopadu téhož roku v Evropě, začal prodej druhé generace, která přinesla kompletně nový design a také nové motory, jako například vznětový o objemu 1,4 litru. Design vozu je navržen designovým jazykem Hyundai „Fluidic Sculpture 2.0“ a jeho vývoj kompletně probíhal v německém Rüsselsheimu. Pětidveřový model i20 byl původně navržen s jinými zadními světly ve tvaru bumerangu (jak je vidět na špionážních snímcích), ale celá zadní část vozu byla nakonec před uvedením na trh přepracována. Objem zavazadlového prostoru se proti předchozí generaci zvětšil z 295l na 326l.
Základní výbava "Family" v České republice startovala na ceně 239 990 Kč. Tato výbava obsahovala například: ABS, el. ovládání předních oken, 4 airbagy nebo palubní počítač.
V roce 2015 prošla i20 crash testem Euro NCAP, ve kterém získala čtyři hvězdy z pěti. 

### i20 Active
17. března 2015 byla v Indii a v září 2015 na frankfurtském autosalonu v Evropě představena varianta i20 Active ve stylu crossoveru. Má přední, zadní a boční černé plastové obložení spolu se střešními ližinami, robustní víko nádrže, přední i zadní hliníkovou ochranu podvozku, zatáčecí světlomety, a hliníkové pedály. Světlá výška modelu i20 Active byla zvýšena na 190 mm, což je o 20 mm více než u standardního modelu i20, který má světlou výšku 170 mm.

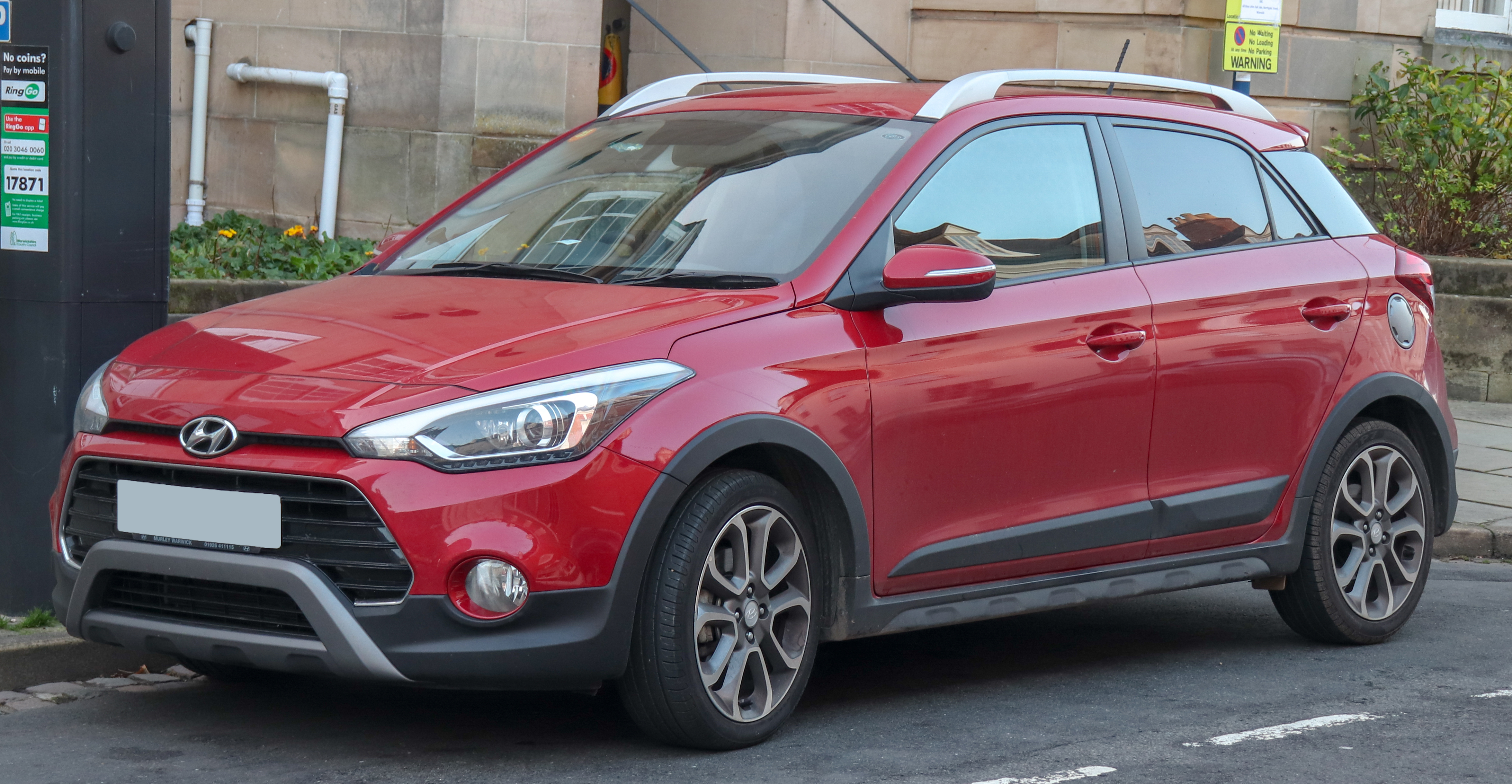
Hyundai i20 Active (před faceliftem)
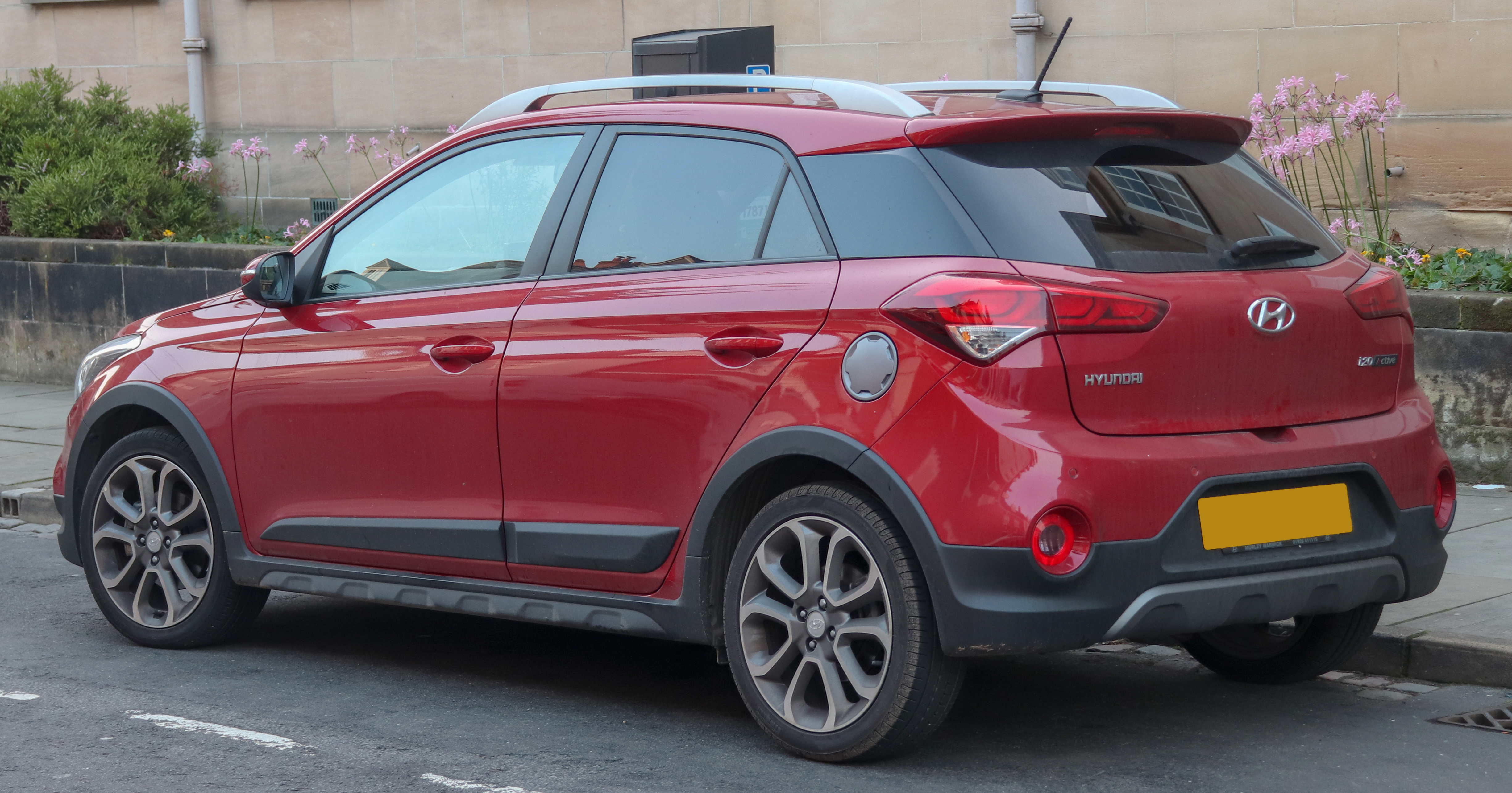
Hyundai i20 Active (před faceliftem)

### Facelift
V únoru 2018 byl v Indii představen facelift vozu i20, který se do Evropy dostal v červnu. Facelift přinesl změny v exteriéru, mezi nimiž byly nový přední a zadní nárazník, nová maska chladiče, nové víko zavazadlového prostoru, které nyní obsahovalo také místo na zadní registrační značku, přesunutou ze zadního nárazníku, a nový design zadních světel. V interiéru se objevil sedmipalcový dotykový infotainment s podporou Apple CarPlay a Android Auto. 

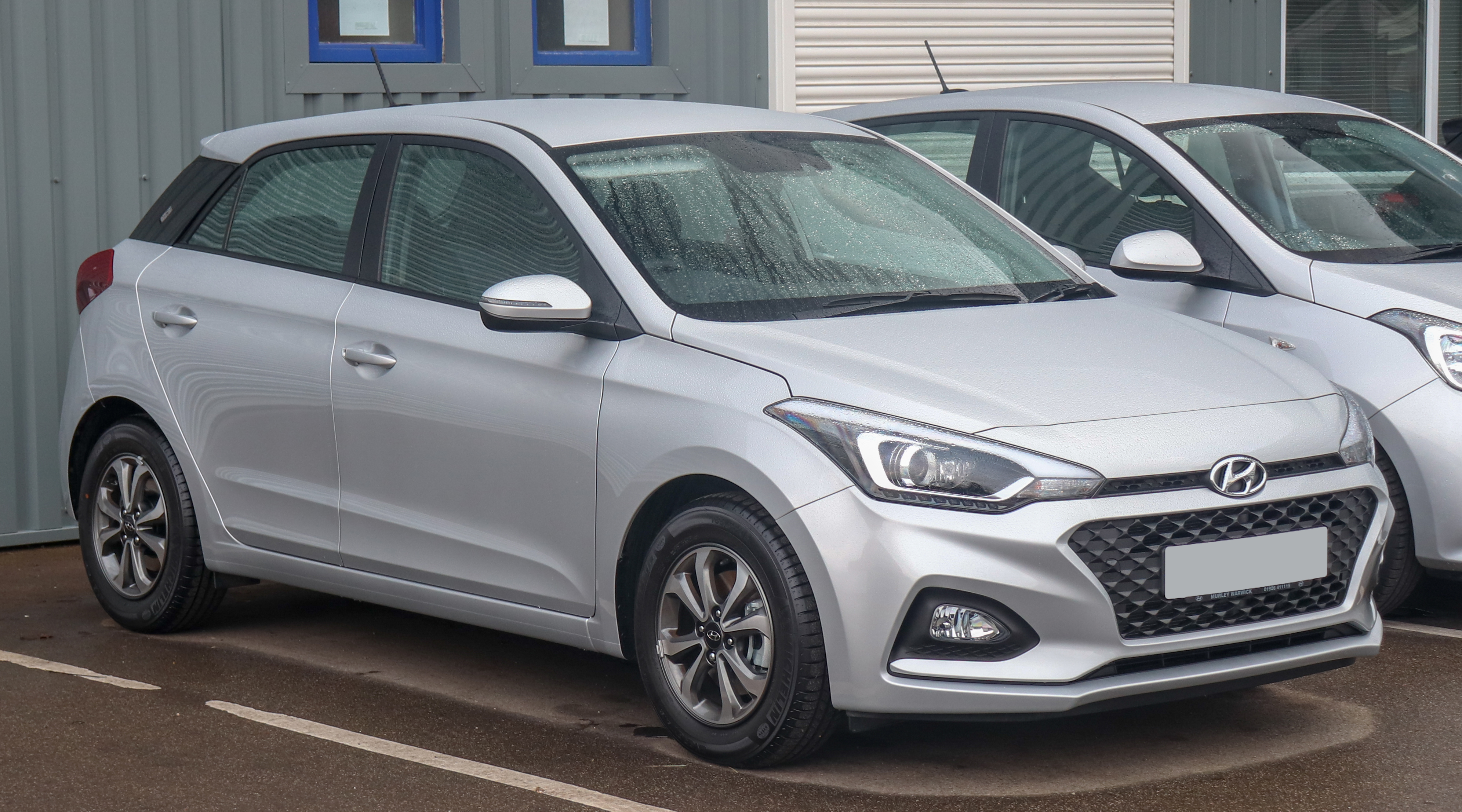
Hyundai i20 (facelift)
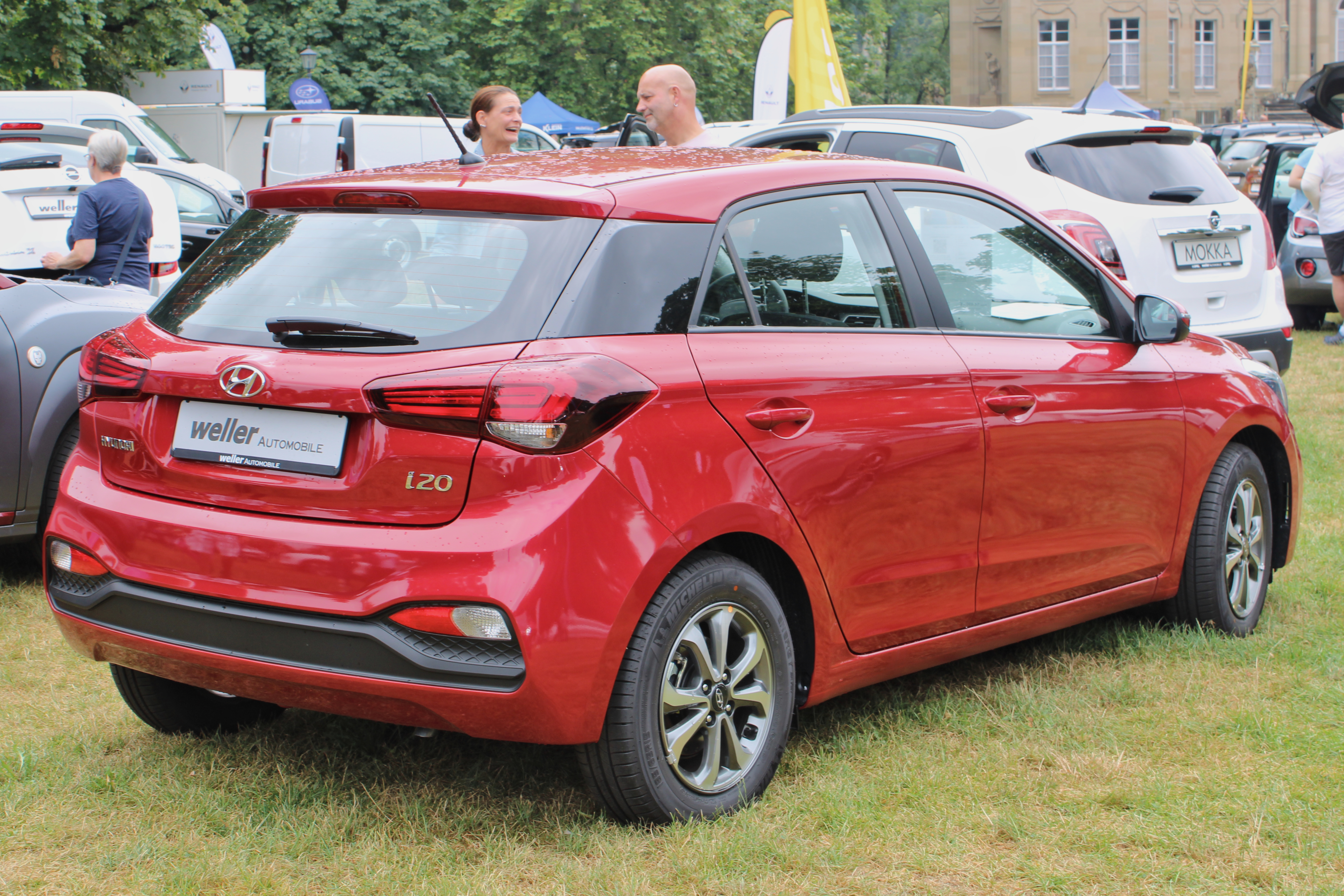
Hyundai i20 (facelift)

### Motory
| Objem    | Výkon                        | Toč. moment                    | Zrychlení     | Max. rychlost       | Komb. spotřeba            | Hmotnost | Roky výroby       |
| -------- | ---------------------------- | ------------------------------ | ------------- | ------------------- | ------------------------- | -------- | ----------------- |
| 998 ccm  | 74kW (101k) při 4500 ot./min | 172 Nm při 1500 - 4000 ot./min | 10,7s         | 188 km/h            | 4,3l/100 km               | 1140 kg  | 3/2016 - 7/2018   |
| 998 ccm  | 88kW (120k) při 6000 ot./min | 172 Nm při 1500 - 4000 ot./min | 10,2s         | 190 km/h            | 4,6l/100 km               | 1140 kg  | 3/2016 - 10/2020  |
| 1248 ccm | 55kW (75k) při 5500 ot./min  | 121 Nm při 4000 ot./min        | 13,6s         | 170 km/h            | 5,1l/100 km               | 1055 kg  | 11/2014 - 10/2020 |
| 1248 ccm | 62kW (84k) při 6000 ot./min  | 121 Nm při 4000 ot./min        | 13,1s         | 170 km/h            | 4,8l/100 km               | 1055 kg  | 12/2014 - 7/2018  |
| 1368 ccm | 74kW (101k) při 6000 ot./min | 134 Nm při 3500 ot./min        | 11,6s (13,2s) | 184 km/h (170 km/h) | 5,5l/100 km (6,2l/100 km) | 1135 kg  | 12/2014 - 3/2016  |
| 1120 ccm | 55kW (75k) při 4000 ot./min  | 180 Nm při 1750 - 2500 ot./min | 16,0s         | 161 km/h            | 3,7l/100 km               | 1165 kg  | 12/2014 - 7/2018  |
| 1396 ccm | 66kW (90k) při 4000 ot./min  | 240 Nm při 1500 - 2500 ot./min | 12,1s         | 175 km/h            | 3,9l/100 km               | 1240 kg  | 12/2014 - 7/2018  |

## Třetí generace (BC3, 2020)

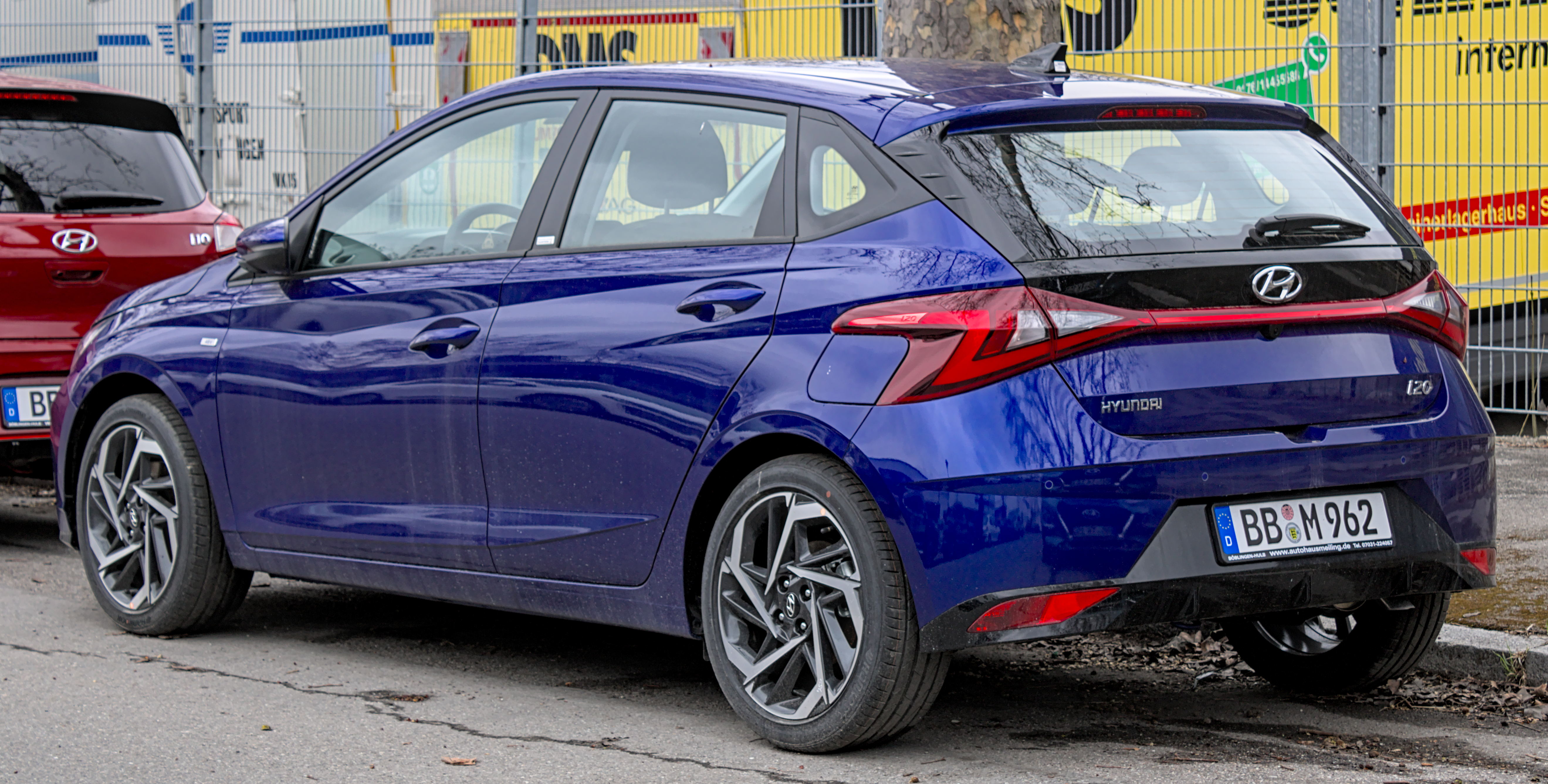
Hyundai i20

Třetí generace modelu i20 byla pro evropský trh představena online 19. února 2020. Původně měla mít premiéru na 90. ženevském autosalonu v březnu 2020, ale výstava byla zrušeny kvůli pandemii covidu-19. Po premiéře v únoru 2020 byla v srpnu 2020 zahájena výroba pro evropský trh v tureckém závodě Izmit. V tomto závodě se ročně vyrobí přibližně 85 000 kusů modelu i20, což pokrývá přibližně 50 % celosvětové produkce modelu i20, zatímco druhá půlka vozů i20 se vyrábí v indickém Čennaí.
Třetí generace modelu i20 je větší a nižší než předchozí generace a její kompletně nový design exteriéru i interiéru byl navržen v designovém jazyce Hyundai „Sensuous Sportiness“.
Základní cena v roce 2020 byla 279 990 Kč za motor 1.2 MPI 62kW a výbavu "Start". Nejvyšší výbava je vybavena dvěma 26 centimetrovými displeji, jedním pro přístrojový panel a druhým pro hlavní displej infotainmentu.
V roce 2021 prošla třetí generace i20 crash testem Euro NCAP, ve kterém získala čtyři hvězdy z pěti.

### i20 N
Hyundai i20 N je sportovní verze modelu i20, představena v říjnu 2020 pro evropský trh. V podznačce Hyundai N se nachází pod modelem i30 N. Model i20 N pohání 1,6litrový přeplňovaný motor GDi spojený se šestistupňovou manuální převodovkou. Motor má výkon 201 koní (150 kW). Díky tomu, že i20 N váží pouhých 1 190 kg, je schopen zrychlit z 0-100 km/h za 6,2 s a dosáhnout maximální rychlosti 230 km/h. Motor dosahuje nejvyššího točivého momentu v rozmezí 1 750 až 4 500 otáček za minutu a nejvyššího výkonu mezi 5 500 a 6 000 otáčkami za minutu. Ačkoli se motor Gamma objevuje i v jiných modelech Hyundai, pro model i20 N je vybaven na míru vyrobeným turbodmychadlem a mezichladičem.

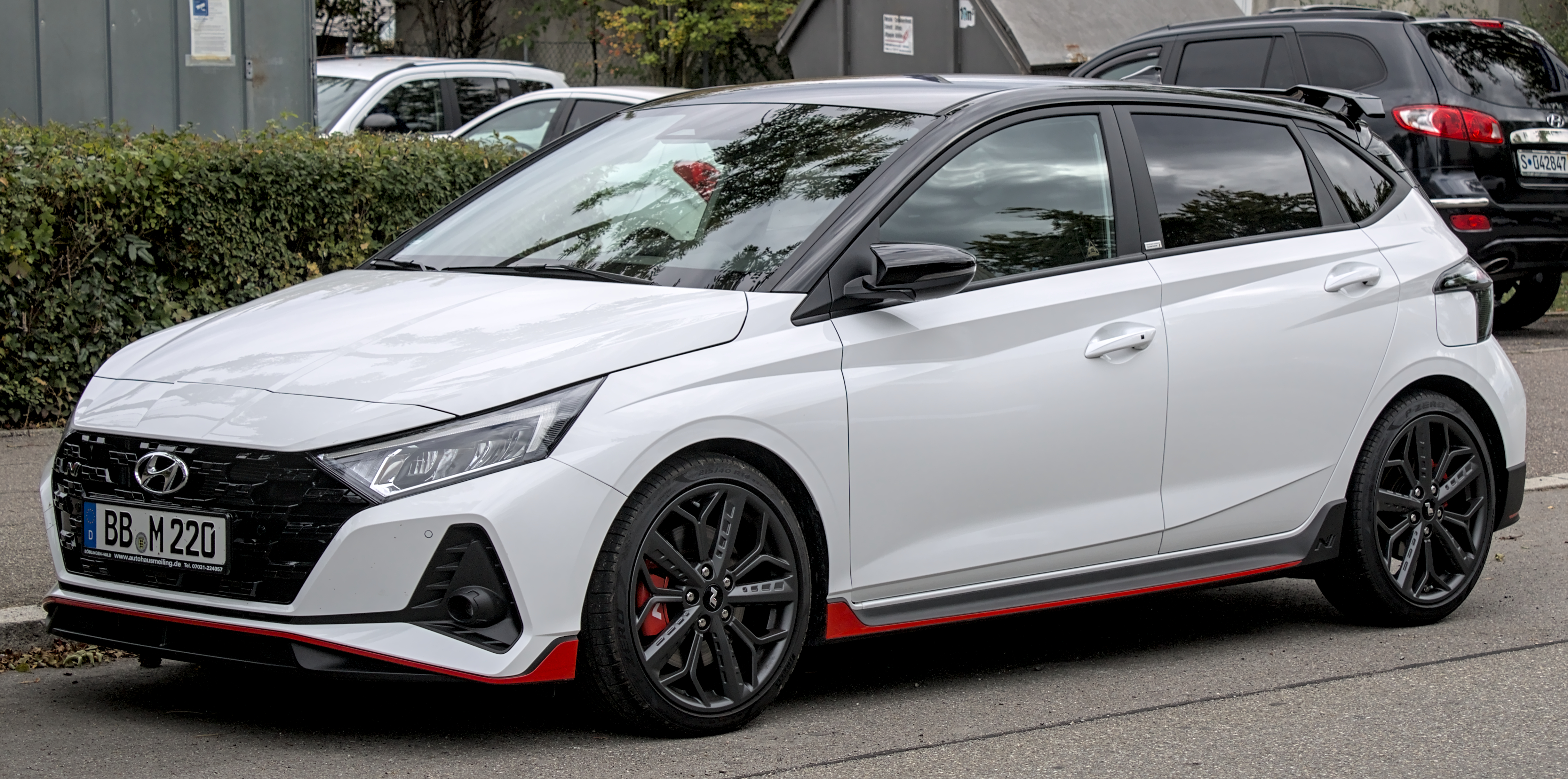
Hyundai i20 N
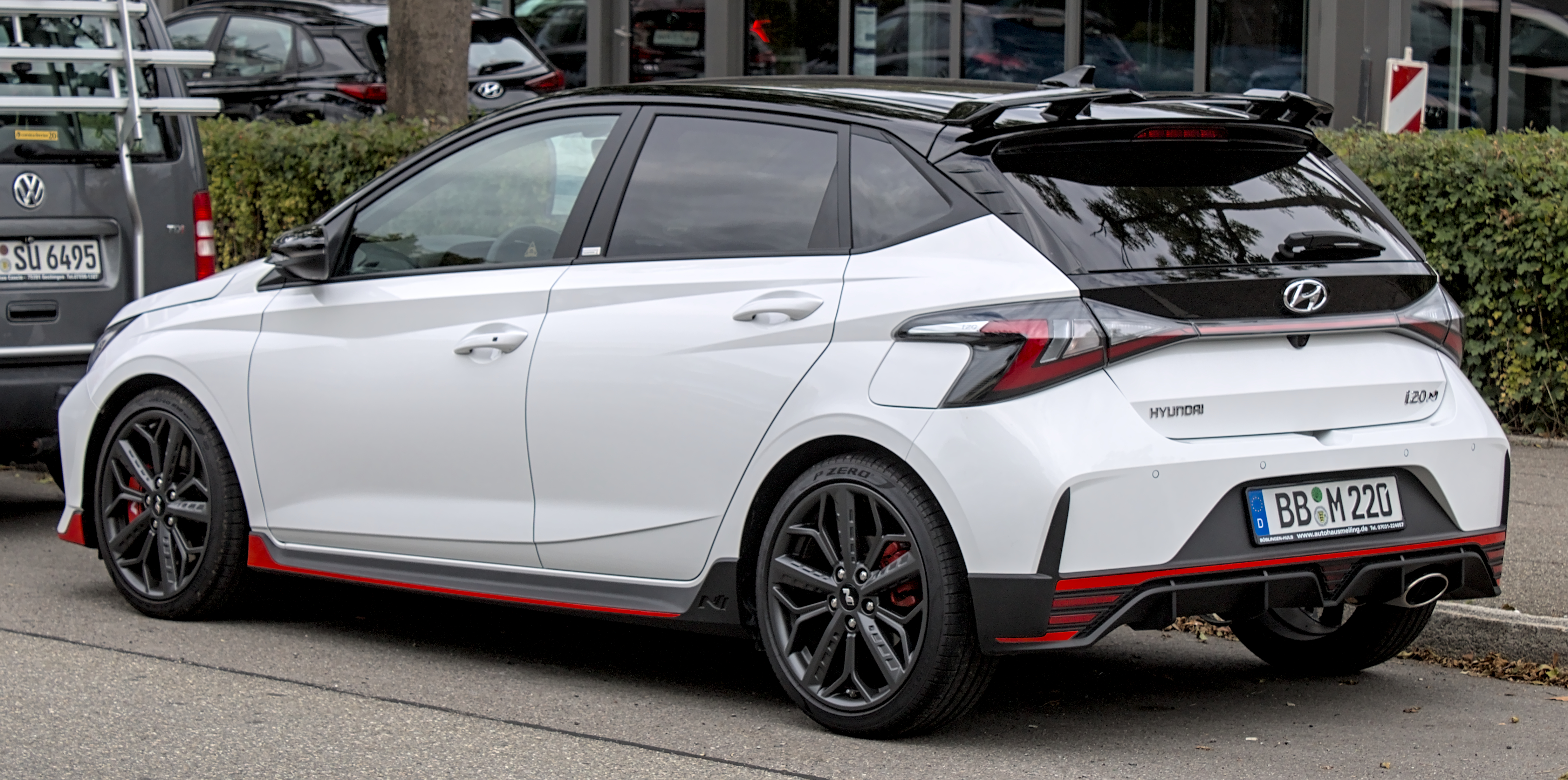
Hyundai i20 N

### Motory
| Objem    | Výkon                                | Toč. moment                    | Zrychlení     | Max. rychlost       | Komb. spotřeba            | Hmotnost          | Roky výroby |
| -------- | ------------------------------------ | ------------------------------ | ------------- | ------------------- | ------------------------- | ----------------- | ----------- |
| 1197 ccm | 62kW (84k) při 6000 ot./min          | 118 Nm při 4000 ot./min        | 13,1s         | 173 km/h            | 5,2l/100 km               | 1198 kg           | 10/2020 -   |
| 998 ccm  | 74kW (101k) při 6000 ot./min         | 172 Nm při 1500 ot./min        | 10,4s (11,4s) | 188 km/h (185 km/h) | 5,2l/100 km (5,3l/100 km) | 1250 kg (1300 kg) | 10/2020 -   |
| 998 ccm  | 88kW (120k) při 6000 ot./min         | 172 Nm při 2000 ot./min        | 10,2s (10,3s) | 190 km/h            | 5,2l/100 km               | 1275 kg           | 10/2020 -   |
| 1598 ccm | 150kW (204k) při 5500 - 6000 ot./min | 275 Nm při 1750 - 4500 ot./min | 6,7s          | 229 km/h            | 7,0l/100 km               | 1190 kg           | 10/2021 -   |